# Grace Geyoro
Grace Geyoro, née le 2 juillet 1997 à Kolwezi en RDC, est une footballeuse internationale française d'origine congolaise, évoluant au poste de milieu de terrain au Paris Saint-Germain en Première Ligue.

## Biographie

### Carrière en club
Née à Kolwezi en République démocratique du Congo, Grace Geyoro déménage en France à l'âge de deux ans et commence à jouer au football en suivant son grand frère. Elle débute dans le Loiret à Orléans à huit ans avec les garçons puis à Saint-Jean-de-Braye pour se rapprocher de chez elle. À 13 ans, elle intègre le Clairefontaine puis est repérée par le Paris Saint-Germain en 2012 et intègre la formation. Elle remporte le titre de champion de France U19 en 2016 avec notamment un but inscrit en finale.

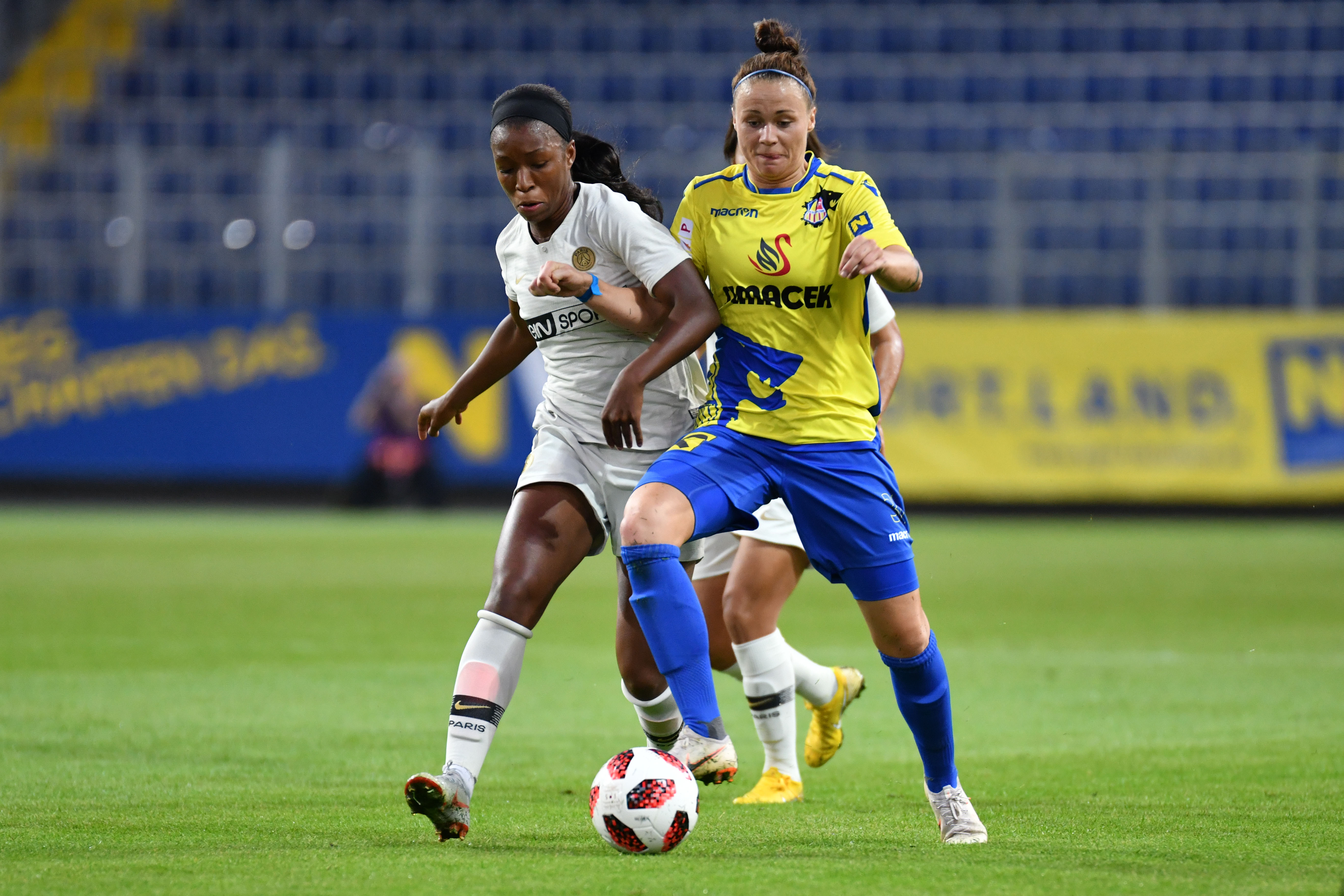
Geyoro contre le SKN ST. Pölten en 2019.

Elle joue son premier match de D1 lors de la saison 2014-2015 à seulement 17 ans. Elle se révèle en 2017 avec 14 matchs disputés, et devient par la suite une titulaire indiscutable de la formation parisienne. En mars 2017, elle signe une prolongation de contrat jusqu'en juin 2021. Elle obtient le titre de meilleure espoir de D1 en 2017, tandis qu'en 2018 elle remporte la coupe de France avec son club. Elle est élue en juin 2020 meilleure milieu de terrain relayeuse de la décennie formée au PSG. Devenue essentielle au PSG, elle devient en 2021 championne de France, le premier titre de champion dans l'histoire du club parisien.

### Carrière internationale

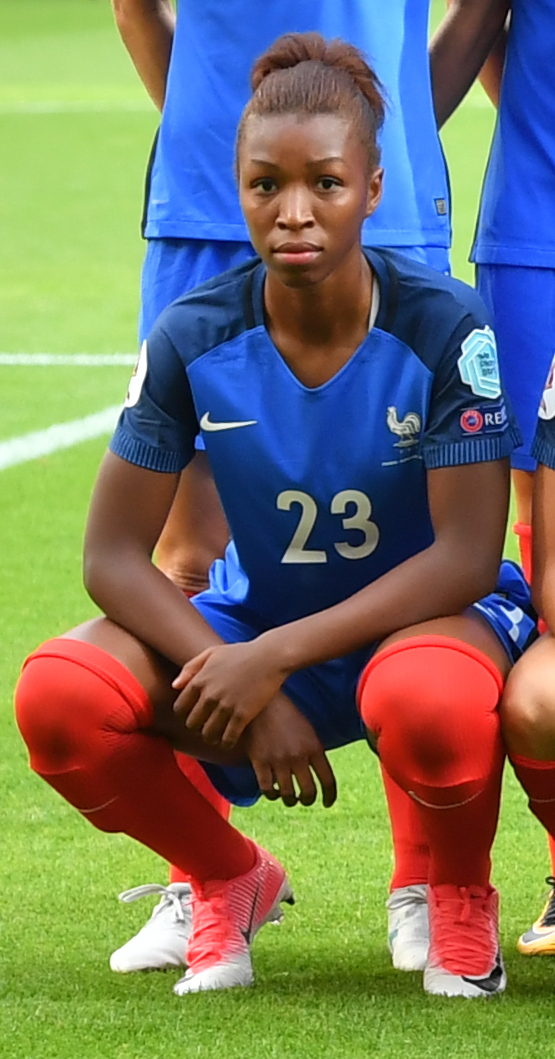
Geyoro avec l'équipe de France au Championnat d'Europe 2017.

Grace Geyoro est championne du monde des moins de 17 ans en 2012 et titulaire avec l'équipe de France vainqueur de l'Euro des moins de 19 ans en 2016. Avec la sélection U20, elle est vice-championne du monde en 2016.
En 2017, elle est appelée en équipe de France A pour la première fois à seulement 20 ans. Le 22 janvier 2017, elle connaît sa première sélection face à l'Afrique du Sud (victoire 2-0). Elle participe avec la sélection française à l'Euro 2017 aux Pays-Bas puis à la Coupe du monde 2019, disputée en France. Très peu utilisée lors du Mondial par Corinne Diacre, elle s'impose par la suite au milieu de terrain des Bleues.
Elle est sélectionnée pour le Championnat d'Europe 2022 qui se déroule en Angleterre. Elle marque trois buts au cours de la compétition.
Le 5 juin 2025, elle figure dans la liste des 23 joueuses retenues par Laurent Bonadei pour disputer le Championnat d'Europe en Suisse.

## Palmarès

### En club
Paris Saint-Germain
- Championnat de France (1)
  - Championne en 2021.
  - Vice-championne en 2015, 2016, 2018, 2019, 2020, 2022, 2023, 2024 et 2025.

- Coupe de France (2)
  - Vainqueur en 2018.
  - Vainqueur en 2024.

- - Finaliste en 2017 et 2020, 2023 et 2025

- Ligue des champions
  - Finaliste en 2015 et 2017.

- Trophée des championnes
  - Défaite en 2019, 2022 et 2023

 PSG -19 ans
- Challenge National U19 (1)
  - Champion en 2015-2016.
  - Finaliste en 2014-2015.

### En sélection
- France U20
  - Vice-championne du monde des moins de 20 ans : 2016 en Papouasie-Nouvelle-Guinée

- France U17
  - Championne du monde des moins de 17 ans : 2012 en Azerbaïdjan

- France U16
  - Troisième de la Nordic Cup : 2012 en Norvège. France u19. Euro u19 2016

### Distinctions individuelles
- Nommée dans l'équipe type de Division 1 aux Trophées UNFP du football 2021[8]
- Nommée dans l'équipe type de Division 1 aux Trophées UNFP du football 2022[9]
- Nommée dans l'équipe type de Division 1 aux Trophées UNFP du football 2023[10]
- Nommée dans l'équipe type de Division 1 aux Trophées UNFP du football 2024[11]
- Nommée dans l'équipe type de Division 1 aux Trophées UNFP du football 2025[12]

## Statistiques

### En club
| Saison                | Club                  | Championnat           | Championnat | Championnat | Coupe(s) nationale(s) | Coupe(s) nationale(s) | Supercoupe | Supercoupe | Compétition(s) continentale(s) | Compétition(s) continentale(s) | Compétition(s) continentale(s) | Total | Total |
| Saison                | Club                  | Division              | M.          | B.          | M.                    | B.                    | M.         | B.         | Comp.                          | M.                             | B.                             | M.    | B.    |
| 2014-2015             | Paris Saint-Germain   | Division 1            | 1           | 0           | 0                     | 0                     | -          | -          | C1                             | 0                              | 0                              | 1     | 0     |
| 2015-2016             | Paris Saint-Germain   | Division 1            | 6           | 0           | 1                     | 0                     | -          | -          | C1                             | 1                              | 0                              | 8     | 0     |
| 2016-2017             | Paris Saint-Germain   | Division 1            | 17          | 0           | 4                     | 0                     | -          | -          | C1                             | 6                              | 0                              | 27    | 0     |
| 2017-2018             | Paris Saint-Germain   | Division 1            | 19          | 2           | 5                     | 0                     | -          | -          | -                              | -                              | -                              | 24    | 2     |
| 2018-2019             | Paris Saint-Germain   | Division 1            | 22          | 3           | 3                     | 1                     | -          | -          | C1                             | 5                              | 0                              | 30    | 4     |
| 2019-2020             | Paris Saint-Germain   | Division 1            | 16          | 6           | 4                     | 1                     | 1          | 0          | C1                             | 3                              | 0                              | 24    | 7     |
| 2020-2021             | Paris Saint-Germain   | Division 1            | 17          | 3           | 1                     | 0                     | -          | -          | C1                             | 6                              | 2                              | 24    | 5     |
| 2021-2022             | Paris Saint-Germain   | Division 1            | 19          | 4           | 5                     | 1                     | -          | -          | C1                             | 9                              | 1                              | 33    | 6     |
| 2022-2023             | Paris Saint-Germain   | Division 1            | 21          | 5           | 4                     | 1                     | 1          | 0          | C1                             | 9                              | 1                              | 35    | 7     |
| 2023-2024             | Paris Saint-Germain   | Division 1            | 21          | 12          | 3                     | 1                     | 1          | 0          | C1                             | 12                             | 2                              | 37    | 15    |
| Total sur la carrière | Total sur la carrière | Total sur la carrière | 157         | 35          | 30                    | 5                     | 3          | 0          | -                              | 51                             | 6                              | 241   | 46    |

### En sélection
| Sélection | Année | Statistiques | Statistiques |
| Sélection | Année | Matchs       | Buts         |
| --------- | ----- | ------------ | ------------ |
| France    | 2017  | 12           | 0            |
| France    | 2018  | 5            | 0            |
| France    | 2019  | 11           | 2            |
| France    | 2020  | 7            | 2            |
| France    | 2021  | 4            | 0            |
| Total     | Total | 39           | 4            |